# Brett Claywell
Brett Claywell (ur. 11 kwietnia 1978 roku) amerykański aktor.

## Filmografia
- 2007: Final Season, The jako Kevin Stewart
- 2005: Strike the Tent jako Żołnierz
- 2004: Niełatwa Miłość (Stateside) jako Marine
- 2004: 20 Funerals jako Hughes
- 2003 – 2007: Pogoda na miłość (One Tree Hill) jako Tim Smith
- 1998 – 2003: Jezioro Marzeń (Dawson's Creek)